# Bretejovce
Bretejovce és un poble i municipi d'Eslovàquia. Es troba a la regió de Prešov, al nord del país. La primera referència escrita de la vila data del 1289.

## Demografia
| Godina             | 1994 | 2004   | 2014   | 2024    |
| ------------------ | ---- | ------ | ------ | ------- |
| Nombre de persones | 377  | 376    | 386    | 472     |
| Diferència         |      | −0,26% | +2,65% | +22,27% |

| Godina             | 2023 | 2024   |
| ------------------ | ---- | ------ |
| Nombre de persones | 471  | 472    |
| Diferència         |      | +0,21% |